# Тројан
Тројан (буг. Троян) град је у Републици Бугарској, у средишњем делу земље. Град је друго по величини градско насеље Ловечке области.

## Географија
Град Тројан се налази у средишњем делу земље, на око 160 km од престонице Софије. Седиште области, град Ловеч, се налази око 35 km од Тројана.
Тројан се налази у северном подножју планинског система Балкан, овде познатог као Тројански Балкан, где побрђе полако прелази у равницу Влашке низије. Надморска висина града је 400 m. Град се сместио у долини реке Бели Осам, на месту где се пут преко превоја из предела јужно од града и планине Балкана спушта у долину и иде на север.
Клима у граду је континентална.

## Историја
Област Тројана је била насељена у време антике и средњег века. Подручје први пут насељено у време Трачана. Касније овде владају стари Рим, Византија, средњовековна Бугарска, Османско царство. Тројан је 1878. године прикључен новооснованој држави Бугарској.

## Становништво
По проценама из 2007. године град Тројан је имао око 23.000 ст. Претежан део градског становништва су етнички Бугари. Остатак су махом Роми. Оживљавање привреде требало би зауставити негативни демографски тренд.
Већинска вероисповест становништва је православна.

## Партнерски градови
- Форли